# Плопи (Клуж)
Плопи (рум. Plopi) насеље је у Румунији у округу Клуж у општини Ваља Јериј. Oпштина се налази на надморској висини од 1008 m.

## Становништво
Према подацима из 2002. године у насељу је живело 141 становника, од којих су сви румунске националности.